# Макао на Светском првенству у атлетици на отвореном 2019.
Макао је учествовао на 17. Светском првенству у атлетици на отвореном 2019. одржаном у Дохи од 27. септембра до 6. октобра десети пут. Репрезентацију Макаоа представљала је једна атлетичарка која се такмичила у трци на 100 метара.,
На овом првенству такмичарка Макаоа није освојила ниједну медаљу, нити је остварила неки рекорд.

## Учесници
Жене
- Им Лан Лои — 100 м

## Резултати

### Жене
| Атлетичарка | Дисциплина | Лични рекорд | Квалификације | Квалификације | Полуфинале            | Полуфинале            | Финале                | Финале  | Детаљи |
| Атлетичарка | Дисциплина | Лични рекорд | Резултат      | Место         | Резултат              | Место                 | Резултат              | Место   | Детаљи |
| ----------- | ---------- | ------------ | ------------- | ------------- | --------------------- | --------------------- | --------------------- | ------- | ------ |
| Им Лан Лои  | 100 м      | 11,81 НР     | 12,10         | 8. у гр. 6    | Није се квалификовала | Није се квалификовала | Није се квалификовала | 43 / 47 |        |